# Tentheos

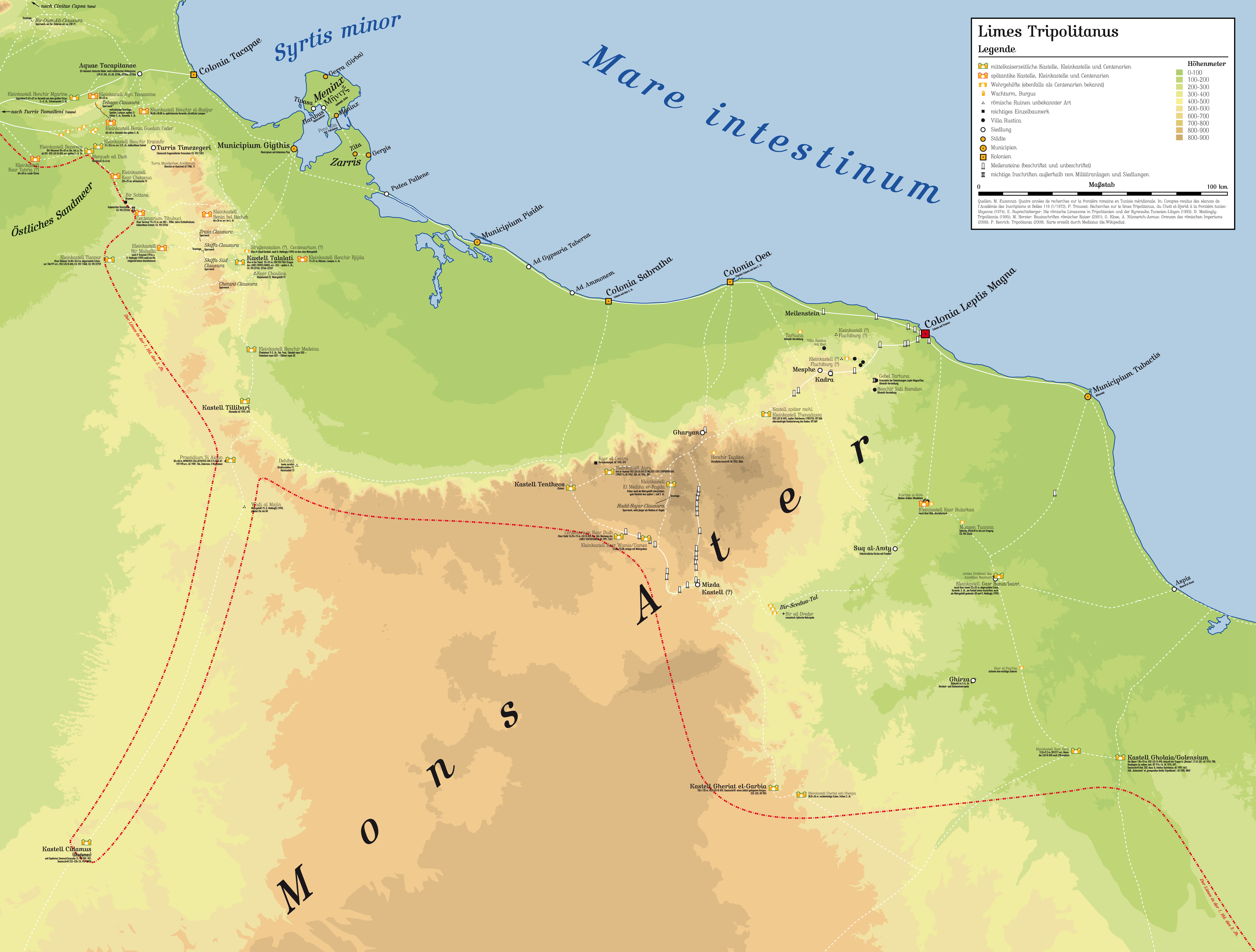
Tentheos im Verbund des Limes Tripolitanus

Tentheos ist der überlieferte antike Name einer römischen Ortschaft und eines noch unentdeckten Kohortenkastells, das im Umfeld der Ortschaft Edref, nahe der Stadt Sintan im Nordwesten von Libyen verortet wird. Edref liegt im Dschabal Nafusa, einem Schichtstufen-Bergland im Hinterland von Tripolitanien. Diese bergige Region trennt die nach Norden zum Mittelmeer reichende Djeffara-Ebene mit ihren landwirtschaftlich nutzbaren Flächen von der Wüste Sahara und dem steinigen Plateau der Hammada al-Hamra. Bis heute fehlen archäologische Belege, die zur genauen Lage oder Geschichte der Örtlichkeit von Tentheos beitragen könnten. Die in Tentheos stationierte Besatzung war als Grenzschutz-Abschnittskommando für Sicherungs- und Überwachungsaufgaben an einem Teilabschnitt des Limes Tripolitanus, dem Limes Tenthettani, zuständig.

## Vermutete Lage
Der Garnisonsort Tentheos befand sich auf dem Nafusa-Gebirgszug im grenznahen Hinterland des Limes Tripolitanus. Nahe dem mutmaßlichen Kastellstandort fällt das Land nach Süden hin zum Fessan ab. Bei Sintan beginnt das bedeutendste und größte Trockental Tripolitaniens, das Wadi Sofeggin, das mit seinen vielen Nebenarmen ein weitverzweigtes Flusssystem entlang der Süd- und Südostseite des Nafusa- und Garian-Gebirgszugs bildet. Das Wadi reicht bis in die Djeffara-Ebene und nach Misrata. Tentheos, ein wichtiger Straßenkreuzungspunkt, war nach Norden an den bedeutenden Seehafen von Colonia Oea (Tripolis) angebunden. Östlich befand sich das rückwärtige, gleichfalls im Dschabal Nafusa gelegene Auru (Ain el-Auenia). Nordwestlich führte die Limesstraße entlang des Wadis Sofeggin über zwei Kleinkastelle (Centenarium Gasr Duib, Kleinkastell Gasr Wames) zum Grenzkastell Mizda. Nach Westen führte eine rückwärtige Grenzstraße am nördlichen Fuß des Nafusa-Gebirges entlang zum Kastell Tillibari. Das Gebiet zwischen Tentheos und Tillibari, Grenzland zwischen Libyen und Tunesien, ist wegen der immer wieder aufflammenden Spannungen zwischen den beiden Ländern nur unzureichend erforscht.

## Name
Die Namen Tentheos und Limes Tripolitanus – als Südgrenze des römischen Reiches – finden im 3. Jahrhundert n. Chr. durch das Itinerarium Antonini, ein römisches Reichsstraßenverzeichnis, Erwähnung. Gemäß diesem Verzeichnis bezog sich der Begriff des Limes Tripolitanus auf eine Straße, die von der Küstenstadt Tacape (Gabès) im Westen zum östlich gelegenen Lepcis Magna (al-Khums) reichte. Am Garnisonsort Bezereos erreichte die Route das unmittelbare Grenzgebiet und verlief in der weiteren Folge auf den Höhen des Nafusa- und Garian-Gebirgszugs über die Militärstandorte Tentheos und Thenadassa (Ain Wif) zur Mittelmeerküste zurück.
Wie durch die Notitia dignitatum, ein spätrömisches Staatshandbuch, überliefert, existierte dieser Limesabschnitt verwaltungstechnisch noch im späten 4. und vielleicht auch noch im frühen 5. Jahrhundert n. Chr.

## Forschung

### Bauinschrift des Gasr Duib nach Goodchild und Ward-Perkins
Ein wichtiges archäologisches Zeugnis, die 1948 entdeckte Bauinschrift des nächstgelegenen Centenariums Gasr Duib, wird vielfach auch als Hinweis auf die Gliederung des Grenzschutzes in der Region gewertet und könnte auf die im Kastell von Tentheos stationierte Truppe hindeuten. Der Name des lokalen Grenzabschnitts, Limes Tentheitanus, leitet sich vom Ortsnamen Tentheos ab. Bis heute ist die ursprüngliche Auflösung des Textes, wie sie sich für die Archäologen Richard Goodchild (1918–1968) und John Ward-Perkins (1912–1981)  darstellte, in der Diskussion. Die Namen der Caesaren auf der Inschrift waren nach deren Tod im Zuge einer Damnatio memoriae, einer Verdammung ihres Andenkens, zum Opfer gefallen und eradiert worden:
Imp(erator) Caes(ar)〚[M(arcus) Iulius Ph]ilippus〛Invictu[s Aug(ustus)]

〚et M(arcus) Iul(ius) P[hilippus〛Ca]es(ar) n(obilissimus) regionem limi[tis Ten]-

theitani partitam et e[ius] viam incursionib(us) Barba[ro]-

rum constituto novo centenario〚...〛

..A..S prae[cl]useru[nt] Cominio Cassiano leg(ato) Augg(ustorum)

pr(o) pr(aetore) Gallican[o ...] v(iro) e(gregio) praep(osito) limitis cura

Numisii Maximi domo […]SIA trib(uni)
Die Wiedergabe folgt dem Leidener Klammersystem; Übersetzung: „Der Imperator Caesar Markus Julius Philippus, der unbesiegte Augustus und (sein Sohn) Markus Julius Philippus, der alleredelste Caesar, bewahrten das Gebiet, die Grenzregion von Tentheitanus und seine Straße, vor den Einfällen der Barbaren durch die Errichtung des neuen Centenariums ...S..A..S(?). [Auf Befehl des Marcus Aurelius] Cominius Cassianus, Statthalter des Kaisers, Senator und Gallicano ..., [dem herausragender Mann], Grenzkommandeur, unter der Aufsicht von Numisius Maximus, dessen Heimatstadt ist ...SIA, Tribun.“

### Bauinschrift des Gasr Duib nach Di Vita-Évrard
1991 legte die Archäologin Ginette Di Vita-Évrard eine weitere Lesung der Inschrift vor:
Imp(erator) Caes(ar)〚[M(arcus) Iulius Ph]ilippus〛Invictu[s Aug(ustus)]

〚et M(arcus) Iul(ius) P[hilippus〛Ca]es(ar) n(obilissimus) regionem limi[tis Ten]-

theitani partitam et finitam(?) viam incursionib(us) Barba[ro]-

rum constituto novo centenario〚...〛

S..A..S(?) prae[cl]useru[nt] Cominio Cassiano leg(ato) Augg(ustorum)

pr(o) pr(aetore) c(larissimo v(iro) Lic(inio) An[…] v(iro) e(gregio) praep(osito) limitis cura

Numisii Maximi domo […]i[…]SIA trib(uni)
Übersetzung: „Der Imperator Caesar Markus Julius Philippus, der unbesiegte Augustus und [sein Sohn] Markus Julius Philippus, der alleredelste Caesar, haben den Limes Tentheitanus, der Teil der Region ist, und das Ende(?) der Straße vor den Einfällen der Barbaren mit der Neuerrichtung des Centenariums ...S..A..S(?) geschlossen. [Auf Befehl des Marcus Aurelius] Cominius Cassianus, Statthalter des Kaisers, Senator und Licinius An..., [dem herausragenden Mann], Grenzschutzbefehlshaber, unter der Aufsicht von Numisius Maximus, dessen Heimatstadt ist ...SIA, Tribun.“
Di Vita-Évrard übersetzte den Abschnitt regionem limitis Tentheitani partitam, indem sie bei regio partita nach den Regeln von ab Urbe condita (seit Gründung der Stadt) vorging. So kam sie zu der Übersetzung „die Region in Teile teilen“. Für sie war diese Übersetzung gleichbedeutend mit „Teil der Region“. Zum weiteren Verständnis stellte Hackett klar, dass die nicht näher genannte regio ein größeres topographisches Gebiet umfasste, als es der Limes Tentheitanus tat. Dieser war nur Teil der regio. Es scheint offensichtlich, dass um die Regierungszeit des Kaisers Philippus Arabs (244–249) eine Organisationsreform des tripolitanischen Grenzschutzes stattgefunden hat. Die Gliederung der Grenzabschnitte und der Grenzschutzabteilungen wurde differenzierter. Regional verantwortliche Praepositi limitis waren nun für die Überwachung des afrikanischen Limes zuständig. Sie hatten ihre Stabsstellen in den größeren rückwärtigen Kohortenkastellen.
Zum Zeitpunkt der Errichtung des Centenariums, in der Zeit um 246 n. Chr., hatte der wohl in Thenteos stationierte Militärtribun Numisius Maximus als Abschnittskommandant den Oberbefehl über den Limes Tentheitanus. Die Einteilung des Limes Tripolitanus in kleinere Einheiten wie den Limes Tentheitanus scheint zur damaligen Zeit entstanden zu sein. Darauf weist auch eine nur wenig später zu datierende Bauinschrift aus dem weiter südöstlich gelegenen Kastell Gholaia hin.

### Bauinschrift des Gasr Duib mit Ergänzungen durch Mattingly
Die Bauinschrift endet mit ihrer letzten Zeile überaus untypisch nicht am rechten Rand der Steintafel, sondern, linksbündig gehalten, bereits in deren letztem Drittel. Daher hat der Archäologe David Mattingly überlegt, ob hier nicht ein Inschriftenteil fehlen könnte, zumal das letzte Wort, trib(uni), so unvermittelt an den Schluss der Inschrift gestellt wurde. Er ergänzte daher die letzte Zeile wie folgt:
Numisii Maximi domo […]i[…]SIA trib(uni cohortis I Syrorum sagittariorum)
Übersetzung: „Numisius Maximus, dessen Heimatstadt ist ...SIA, Tribun der Ersten Kohorte der syrischen Bogenschützen.“
Mattingly konnte nur darüber spekulieren, weshalb der antike Steinmetz die Inschrift nicht vollendete hat. Es wäre noch Raum für acht oder neuen Buchstaben vorhanden gewesen. Möglicherweise fehlte ihm aber der Platz für den Inhalt, der noch unterzubringen war und so könnten die Buchstaben mit Farbe sehr eng gesetzt lediglich aufgemalt gewesen sein. Mattingly wählte die Cohors I Syrorum sagittariorum (erste Kohorte der syrischen Bogenschützen) für die Ergänzung, weil es ihm gelungen war, Numisius Maximus als Kommandeur diese Einheit zu identifizieren. Der Name der Cohors I Syrorum sagittariorum ist unter anderem auch durch eine Inschrift aus dem von Tentheos aus nächstgelegenen mutmaßlichen Vexillationskastell Auru überliefert.